# آلفاتک (ویرایشگر نوشتار)
آلفاتْک (Alphatk)، یک ویرایشگر نوشتار است که در اصل از ویرایشگر ویژه‌ی سیستم عامل مک، یعنی «آلفا»، که با زبان C نوشته شده بود، الهام گرفته شده است، ولی آلفاتک با زبان Tcl  بازنویسی شد تا روی هر سکویی که Tk روی آن راه‌اندازی می‌شود، مانند ویندوز ، یونیکس و مک او اس ایکس، اجرا شود.
آلفاتک (Alphatk) برای موارد زیر بیشترین کاربرد را دارد:
- برنامه‌نویسان بیش از ۴۰ زبان برنامه‌نویسی پشتیبانی‌شده‌ی گوناگون.
- کسانی که اسناد TeX یا LaTeX زیادی می‌نویسند؛ و
- کسانی که فایل‌های منبع HTML را ویرایش می‌کنند.

آلفاتک که «جایگزینی دلپذیرتر برای ایمکس» نامیده می‌شود،  ویژگی‌های بسیار غنی‌ای برای کمک به نوشتن و ویرایش انواع پرونده‌های پشتیبانی‌شده دارد. آلفاتک علاوه بر مفید بودن برای ایجاد و ویرایش چنین اسنادی، امکانات زیادی برای ارتباط با کامپایلرها ، diff ، patch ، سیستم‌های کنترل نسخه ، سایت‌های FTP ، وب‌سایت‌ها و غیره فراهم می‌کند.
بخش بزرگی از قابلیت‌های Alphatk بدست کتابخانه کد متن‌باز AlphaTcl ارائه می‌شود. این کتابخانه شامل چند صد هزار خط کد است.

## پیوندهای بیرونی
- "Alphatk". Archived from the original on 2009-09-06. Retrieved 2005-09-18.